# Stephen Baldwin
Stephen Andrew Baldwin (Massapequa, New York,, 12. svibnja 1966.), američki filmski glumac, redatelj i producent. Brat je glumaca Aleca, Daniela i Williama.

#### Filmovi
| Godina | Naslov                             | Uloga                        | Notes              |
| ------ | ---------------------------------- | ---------------------------- | ------------------ |
| 1988   | Homeboy                            | Luna Park Drunk              |                    |
| 1988   | The Beast                          | Anthony Golikov              |                    |
| 1989   | Last Exit to Brooklyn              | Sal                          |                    |
| 1989   | Casualties of War                  | Soldier                      | Uncredited         |
| 1989   | Born on the Fourth of July         | Billy Vorsovich              |                    |
| 1992   | Crossing the Bridge                | Danny Morgan                 |                    |
| 1993   | Posse                              | Jimmy J. “Little J.” Teeters |                    |
| 1993   | Bitter Harvest                     | Travis                       |                    |
| 1994   | Threesome                          | Stuart                       |                    |
| 1994   | 8 Seconds                          | Tuff Hedeman                 |                    |
| 1994   | A Simple Twist of Fate             | Danny Newland                |                    |
| 1994   | Mrs. Parker and the Vicious Circle | Roger Spalding               |                    |
| 1995   | Fall Time                          | Leon                         |                    |
| 1995   | The Usual Suspects                 | Michael McManus              |                    |
| 1995   | Under the Hula Moon                | Buzzard Wall                 |                    |
| 1996   | Bio-Dome                           | Doyle Johnson                |                    |
| 1996   | Fled                               | Dodge                        |                    |
| 1996   | Crimetime                          | Bobby Mahon                  |                    |
| 1998   | Half Baked                         | McGayver Smoker              |                    |
| 1998   | Scar City                          | John Trace                   |                    |
| 1998   | One Tough Cop                      | Bo Dietl                     |                    |
| 1999   | Friends & Lovers                   | Jon                          |                    |
| 1999   | The Sex Monster                    | Murphy                       |                    |
| 2000   | Mercy                              | Mechanic                     |                    |
| 2000   | The Flintstones in Viva Rock Vegas | Barney Rubble                |                    |
| 2001   | XChange                            | Clone #1 / Toffler 3         |                    |
| 2001   | Protection                         | Sal                          |                    |
| 2001   | Dead Awake                         | Desmond Caine                |                    |
| 2002   | Spider's Web                       | Clay Harding                 |                    |
| 2002   | Slap Shot 2: Breaking the Ice      | Sean Linden                  | Direct-to-video    |
| 2003   | Silent Warnings                    | Cousin Joe Vossimer          | Direct-to-video    |
| 2003   | Lost Treasure                      | Bryan McBride                |                    |
| 2004   | Target                             | Charlie Snow                 |                    |
| 2004   | Six: The Mark Unleashed            | Luke                         |                    |
| 2006   | The Genius Club                    | Rory Johnson                 |                    |
| 2007   | Fred Claus                         | Himself                      |                    |
| 2008   | The Flyboys                        | Silvio Esposito              |                    |
| 2008   | Shark in Venice                    | David Franks                 |                    |
| 2010   | Let the Game Begin                 | Max Rockinsky                |                    |
| 2012   | Dino Time                          | Surly                        | Voice              |
| 2013   | I'm in Love with a Church Girl     | Jason McDaniels              |                    |
| 2015   | Magi                               | Burga                        | In post-production |

## Vanjske poveznice
- http://www.stephenbaldwin.com/  Arhivirana inačica izvorne stranice od 30. svibnja 2015. (Wayback Machine)
- Stephen Baldwin u internetskoj bazi filmova IMDb-u (engl.)
- Stephen Baldwin na AllMovie